# Gregory Hines
Gregory Oliver Hines (14. února 1946, New York – 9. srpna 2003, Los Angeles) byl americký tanečník, choreograf, zpěvák a herec. Proslavil se na Broadwayi, především jako stepař. Držitel divadelní ceny Tony (1992) i televizní Emmy (2003). Hrál ve filmech The Cotton Club nebo White Nights.